# Macronychus glabratus
Macronychus glabratus är en skalbaggsart som beskrevs av Thomas Say 1825. Macronychus glabratus ingår i släktet Macronychus och familjen bäckbaggar. Inga underarter finns listade i Catalogue of Life.